# 博比·约翰斯通
博比·约翰斯通（英語：Bobby Johnstone，1929年9月7日—2001年8月22日），生于塞尔扣克，苏格兰男子足球运动员。他曾代表苏格兰代表队参加1954年国际足联世界杯，结果队伍止步小组赛阶段。